# Грчка истински православна црква
Грчка истински православна црква (грч. Ἐκκλησία Γνησίων Ὀρθοδόξων Χριστιανῶν Ελλάδα), позната и као Грчка старокалендарска црква, верска је заједница неканонског православља. Непризната је од стране Васељенске патријаршије и осталих помесних цркава.

## Историја
Настала је одвајањем од Грчке православне цркве након што је ова прихватила новојулијански календар. Њени припадници су познати као „старокалендарци“, због свог истрајавања на старом календару. Одбацују екуменизам као јерес и критикују Грчку православну цркву због њеног чланства у Светском савету цркава. Она нема молитвено општење са Грчком православном црквом ни са свим другим помесним црквама које су чланице ССЦ или су у молитвеном општењу са неком од чланица.
Познат је светогорски манастир Есфигмен, који им припада, а који је у јавности запажен по својој црној застави која је истакнута на његовим зидинама, а на којој пише „Православље или смрт“.

## Организација
На њиховом челу се налази Свети синод кога чине:
- архиепископ атински и целе Грчке Калиник
- митрополит атички и диелејски Акакије
- митрополит солунски и деметријски Максим
- митрополит лариски и платамонски Атанасије
- митрополит еурипски и еубејски Јустин
- митрополит амерички Павле
- митрополит пирејски и саламонски Геронтије
- митрополит атички и беотски Хризостом
- митрополит портландски и западноамерички Мојсије
- владика христијанополски Григорије
- владика маратонски Фотије
- владика брестански Теодосије
- владика теополски Христодул
- владика лохломондски Сергије